# يوهان برنارد فيلهلم يندنبيرغ
يوهان برنارد فيلهلم يندنبيرغ (بالألمانية: Johann Bernhard Wilhelm Lindenberg)‏ (و. 1781 – 1851 م) هو عالم نبات، وbryologist، وقانوني من ألمانيا . ولد في لوبيك.